# Camus (Galway)
Camus (en anglès Camus, tanmateix, es pronuncia Camas) és una vila d'Irlanda, a la Gaeltacht de Connemara, al comtat de Galway, a la província de Connacht. Es troba entre Casla i An Teach Dóite, i es divideix en Camas Uachtair i Camas Íochtair, i altres llogarets com Scríob, Gleann Trasna, Leitir Móir, i Doire Bhainbh. Es calcula que el 90% de la població parla irlandès quotidianament.

## Etimologia

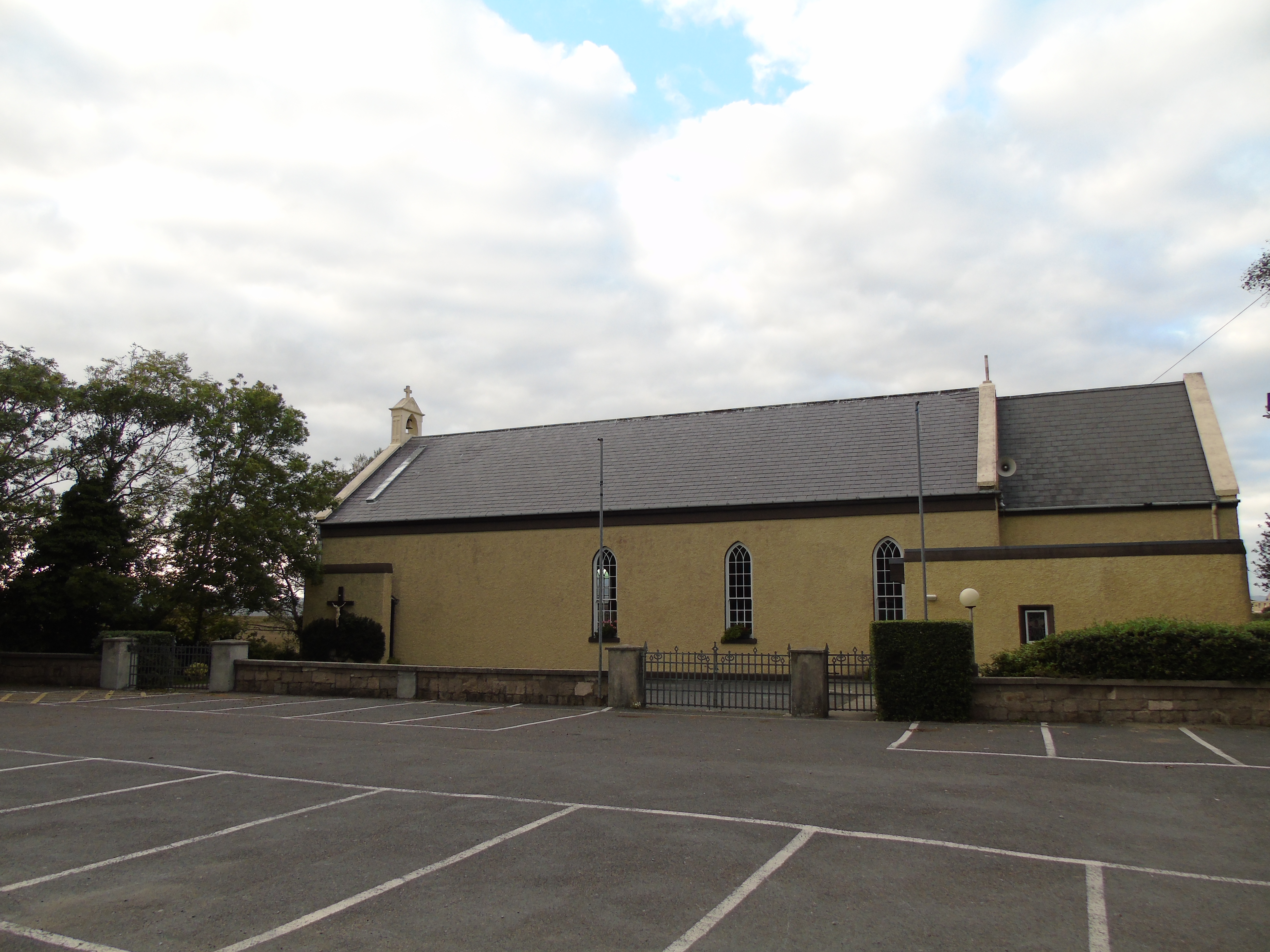
Església de Santa Maria, Camus

El nom Camus/Camas (s'usen ambdues versions, encara que la més estesa és Camus tant en anglès com en irlandès) pot provenir de la forma de la badia propera en la qual les marees van i venen a través de l'estret a Dun Manus i entren a la badia Camus en un angle, és a dir cam uisce o aigües tortes. Els residents de Camus són coneguts amb el malnom de Maicíní (la seva etimologia és incerta, encara que és força comú que cada vila del sud de Connemara tingui el seu àlies). Camus també és conegut en les cançons com a Camus na bhFoirnéis (Camus dels forns). Es creu que això es deu a l'existència d'una petita foneria medieval situada vora el petit pont vora el centre de l'àrea fins al segle xviii.

## Personatges il·Lustres
- El novel·lista en irlandès Colm Ó Ceallaigh.
- Els cantants Sean nós Nóra Ghriallais, Neain Ghriallais & Sarah Ghriallais. Hi ha molts guanyadors del "Corn Uí Riada" la competició de sean nós que forma part del Oireachtas na Gaeilge. Nóra l'ha guanyat tres cops.
- La geòloga Margaret Brewer-LaPorta (inion Maire Antaine), Cora na Mona, Camus Uachtair.